# Musée de la cathédrale de Hildesheim
Le musée de la cathédrale de Hildesheim (Dommuseum Hildesheim) est un musée situé à Hildesheim en Allemagne. Il abrite le trésor de la cathédrale de Hildesheim et les collections du musée diocésain de Hildesheim et se trouve dans un bâtiment historique du côté du transept sud de la cathédrale. Depuis le début des travaux de restauration de la cathédrale, l'église voisine Saint-Antoine et une partie du cloître de la cathédrale abritent depuis 2010 des espaces d'exposition du musée.

## Collections
Le trésor de la cathédrale rassemble des objets liturgiques accumulés au cours des siècles, des reliquaires, des vases liturgiques, de la paramentique, des manuscrits et des incunables, ainsi que des tableaux, etc. de la plus haute qualité.
Ainsi le reliquaire de Notre-Dame remonte aux origines du diocèse et du miracle de la rose de Hildesheim. De même la Croix de saint Bernward, ornée de pierres précieuses, est un exemple remarquable de la Renaissance ottonienne. Les évangiles de Bernward, le petit évangéliaire de Bernward et la Croix de Ringelheim sont également des témoignages des débuts florissants du diocèse, sous le règne de l'évêque saint Bernward (mort en 1022). Le sacramentaire de Ratmann est le premier exemple des débuts de la vénération de l'évêque au siècle suivant. Deux reliquaires, l'un sous forme de bras et l'autre de buste, abritaient les reliques du saint et datent du XIIIe siècle.
De la période baroque, on remarque plusieurs ostensoirs et monstrances, d'or ou d'argent. Quelques-uns de ces objets sont encore utilisés pour la liturgie des grandes fêtes à la cathédrale.
L'évêque de Hildesheim, Eduard Jakob Wedekin (mort en 1870), est à l'origine du musée diocésain qui rassemble surtout des objets d'art religieux gothique provenant des paroisses de la région et de la collection privée du fondateur.
Le musée diocésain regroupe des objets d'art de première importance qui témoignent d'un millénaire de l'histoire artistique de Basse-Saxe.

## Illustrations

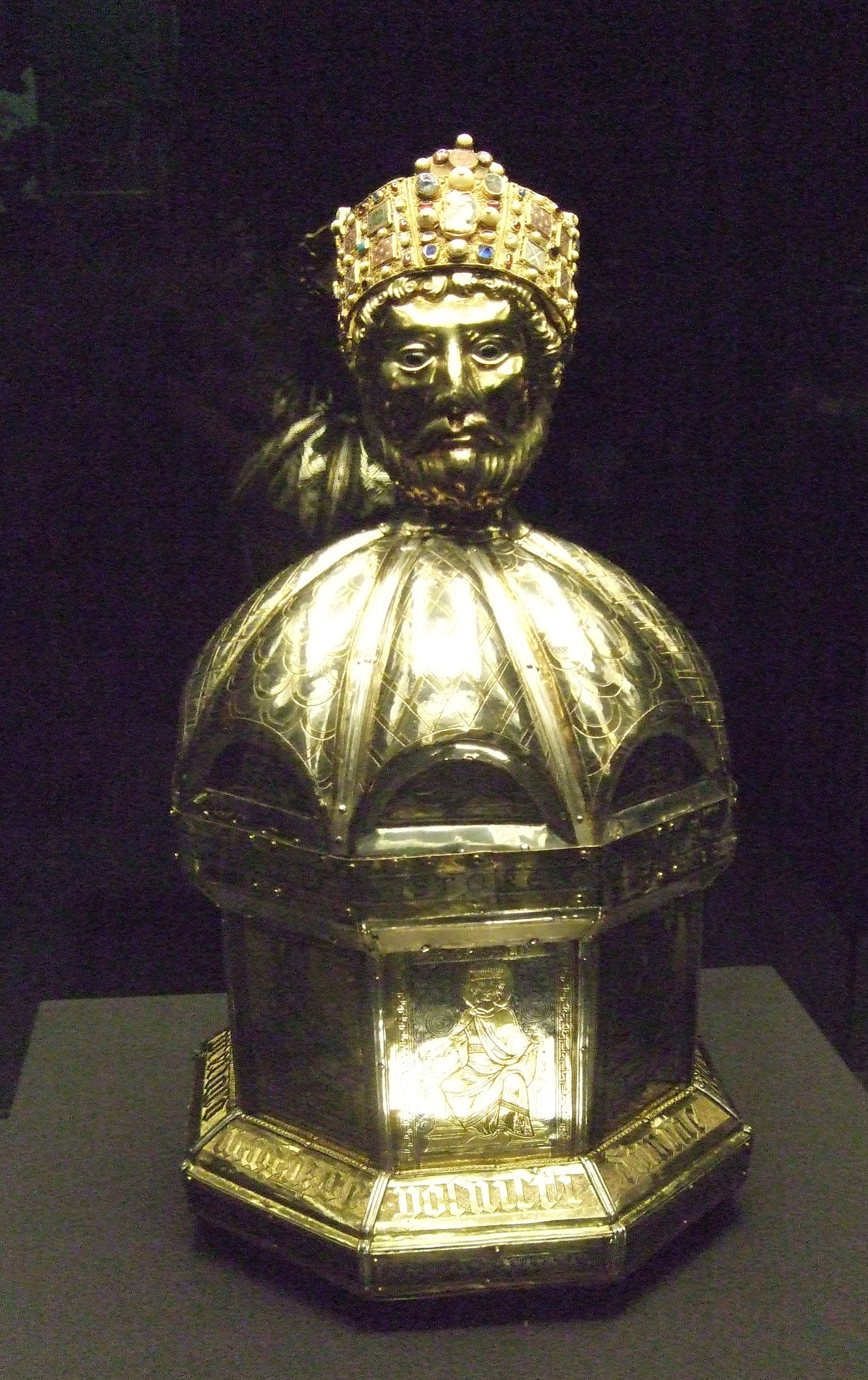
Chef-reliquaire de saint Oswald (vers 1185-1189), DS 23
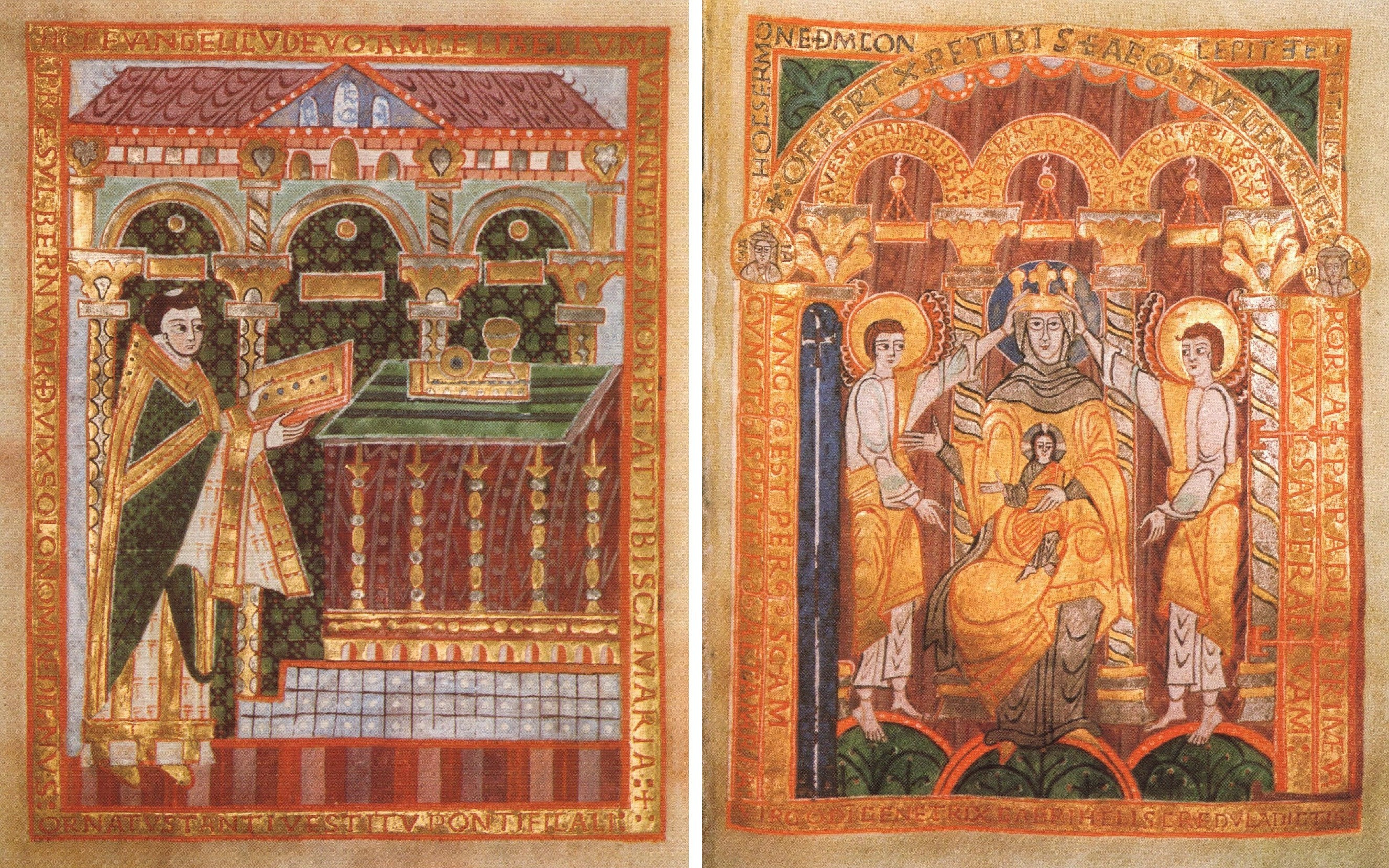
Miniatures de dédicace des Évangiles de Bernward, début du XIe siècle
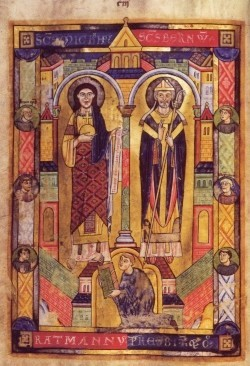
Le moine-prêtre Ratmann remet le codex à l'archange Michel et à l'évêque Bernward.
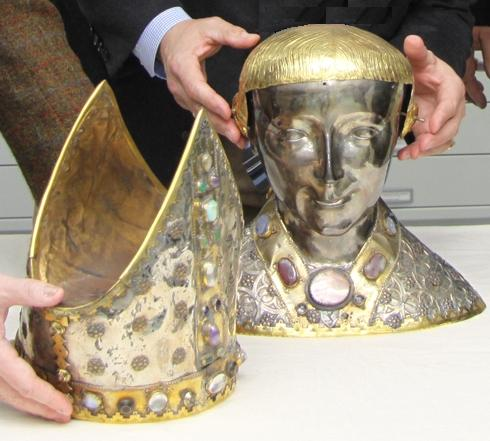
Reliquaire de tête de saint Jacques de Nisibe, après 1367
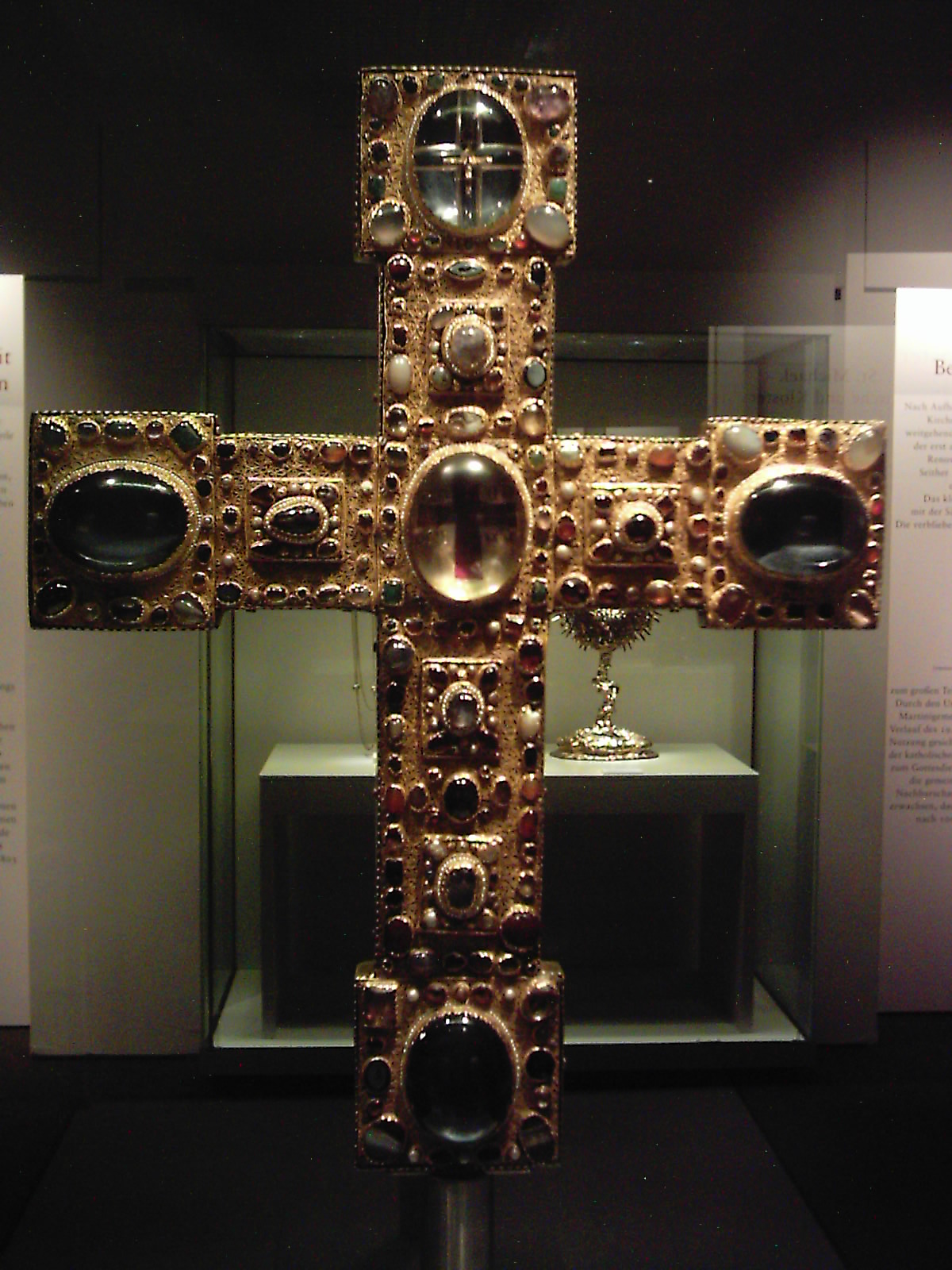
Croix de saint Bernward
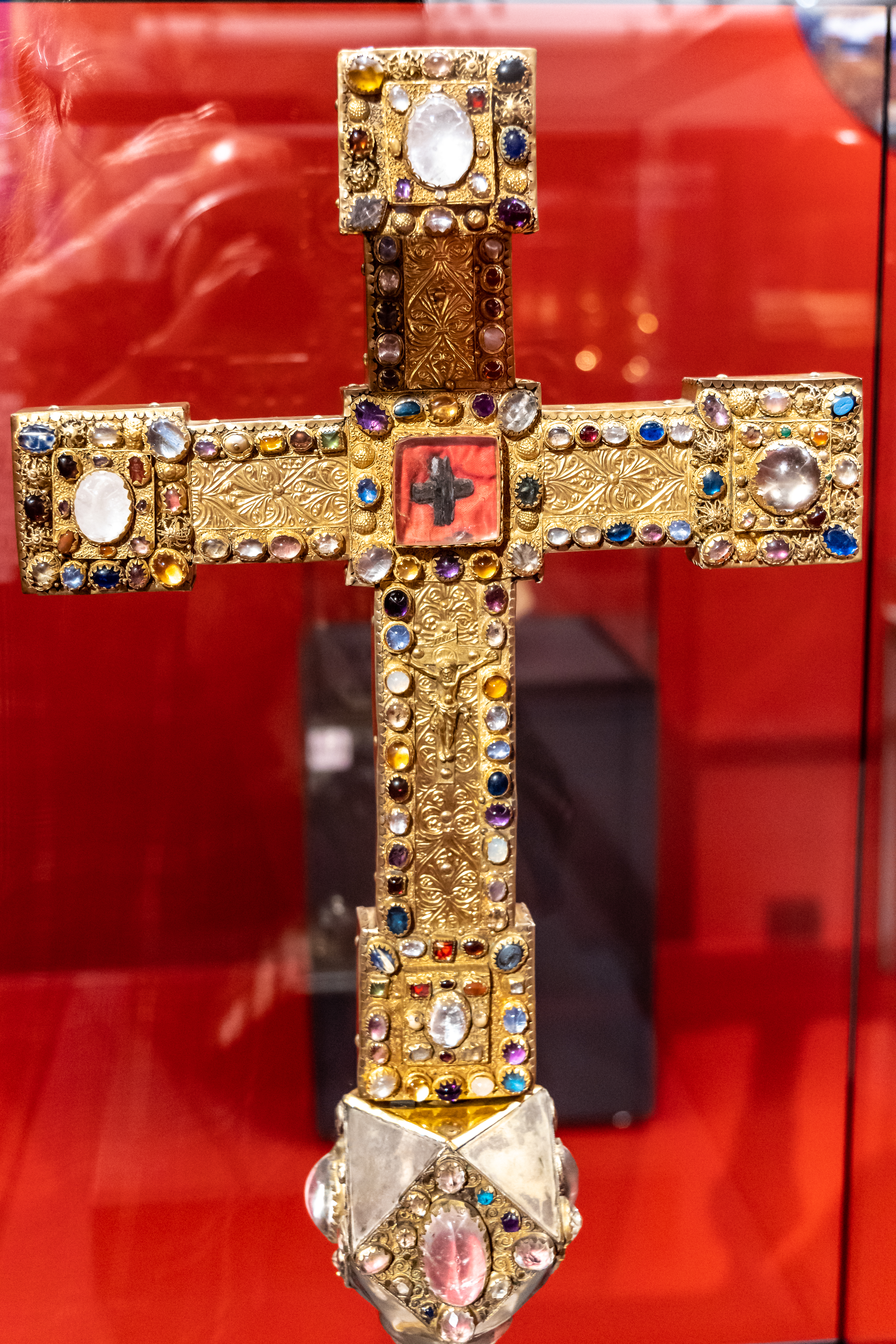
Croix de Henri le Lion
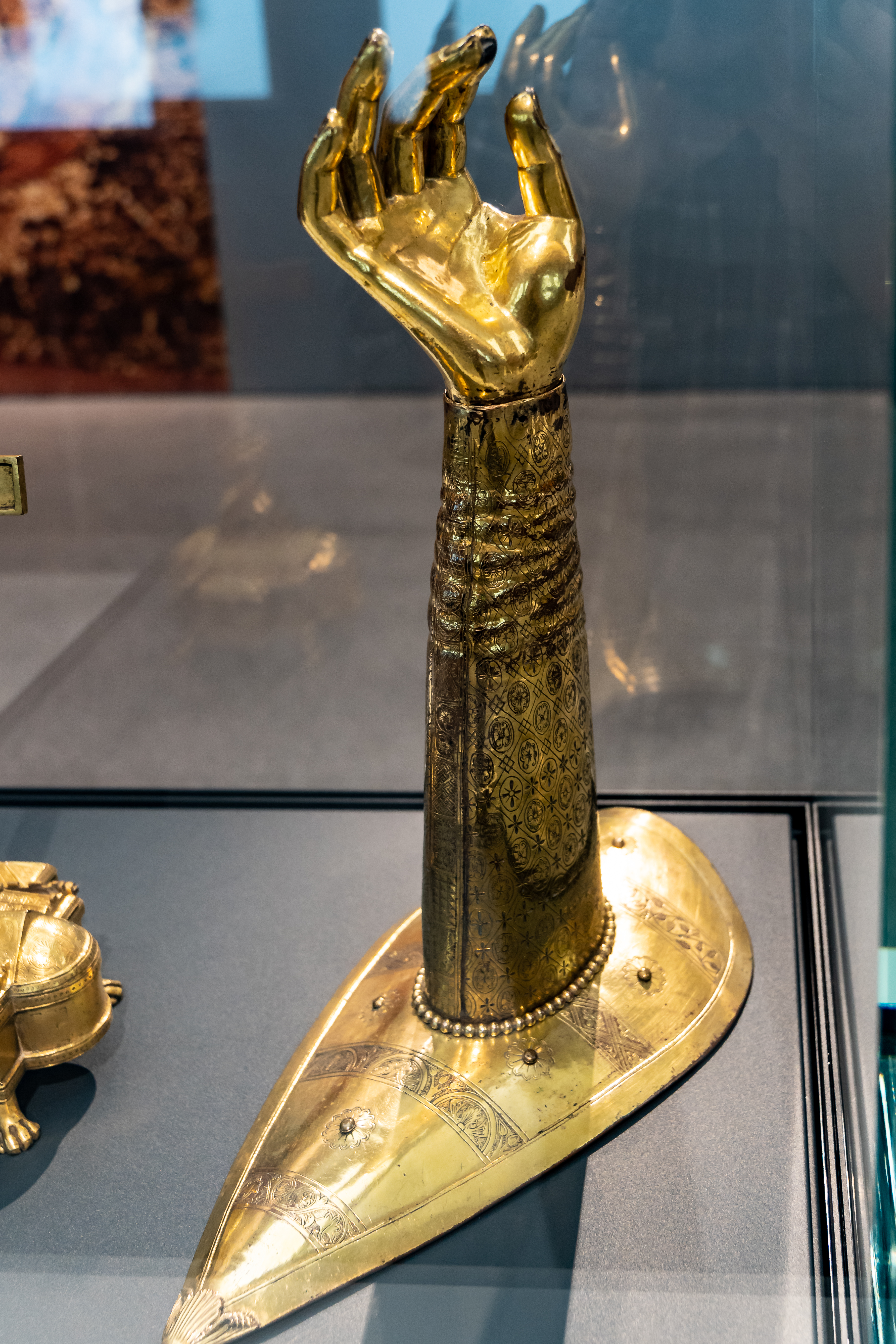
Bras-reliquaire de saint Géréon datant des années 1130

## Source
- (de) Cet article est partiellement ou en totalité issu de l’article de Wikipédia en allemand intitulé « Dommuseum Hildesheim » (voir la liste des auteurs).